# Reghiu
Reghiu est une commune roumaine située dans le județ de Vrancea.